# ツーリング (オートバイ)

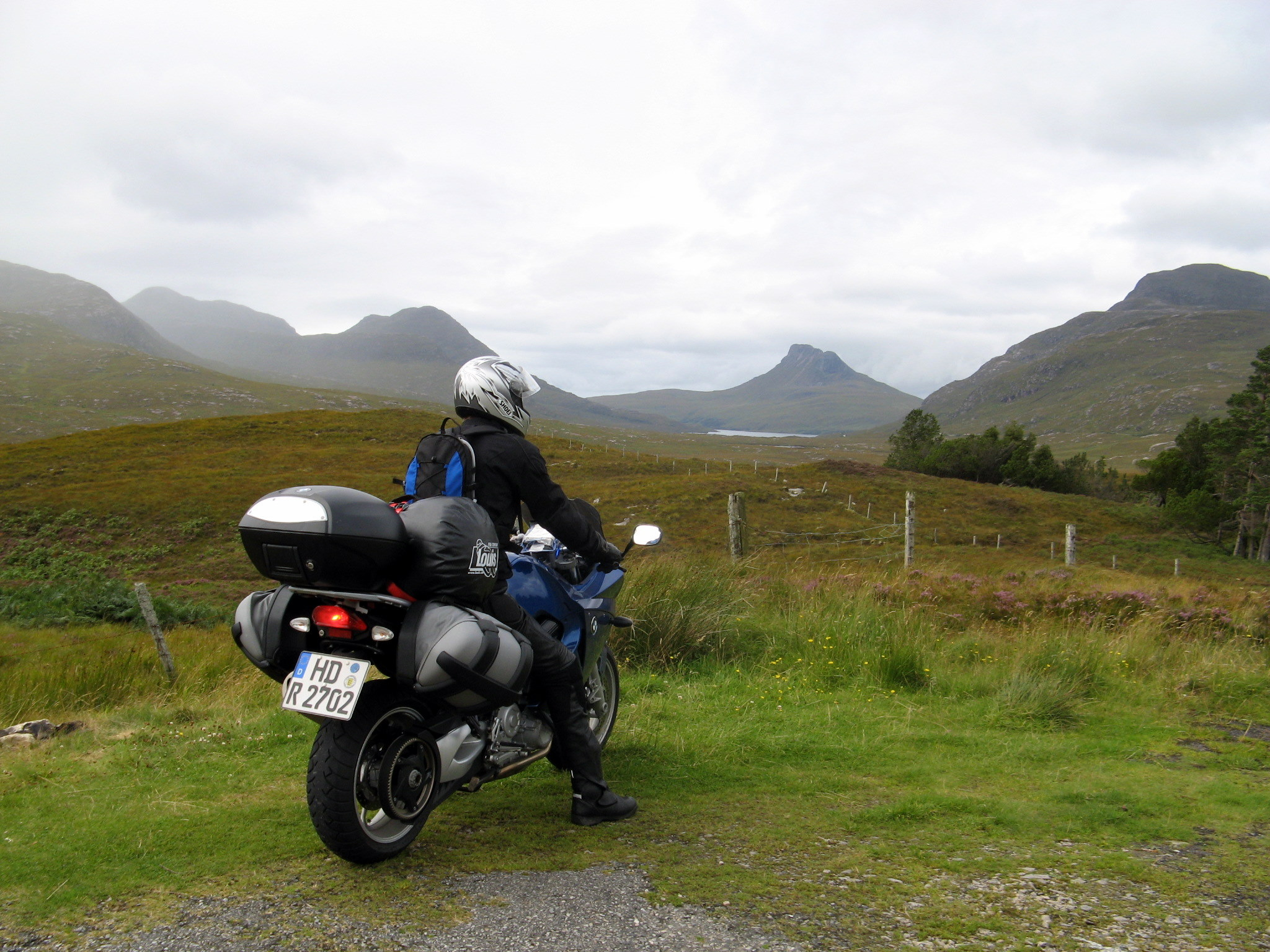
イギリスでのツーリング

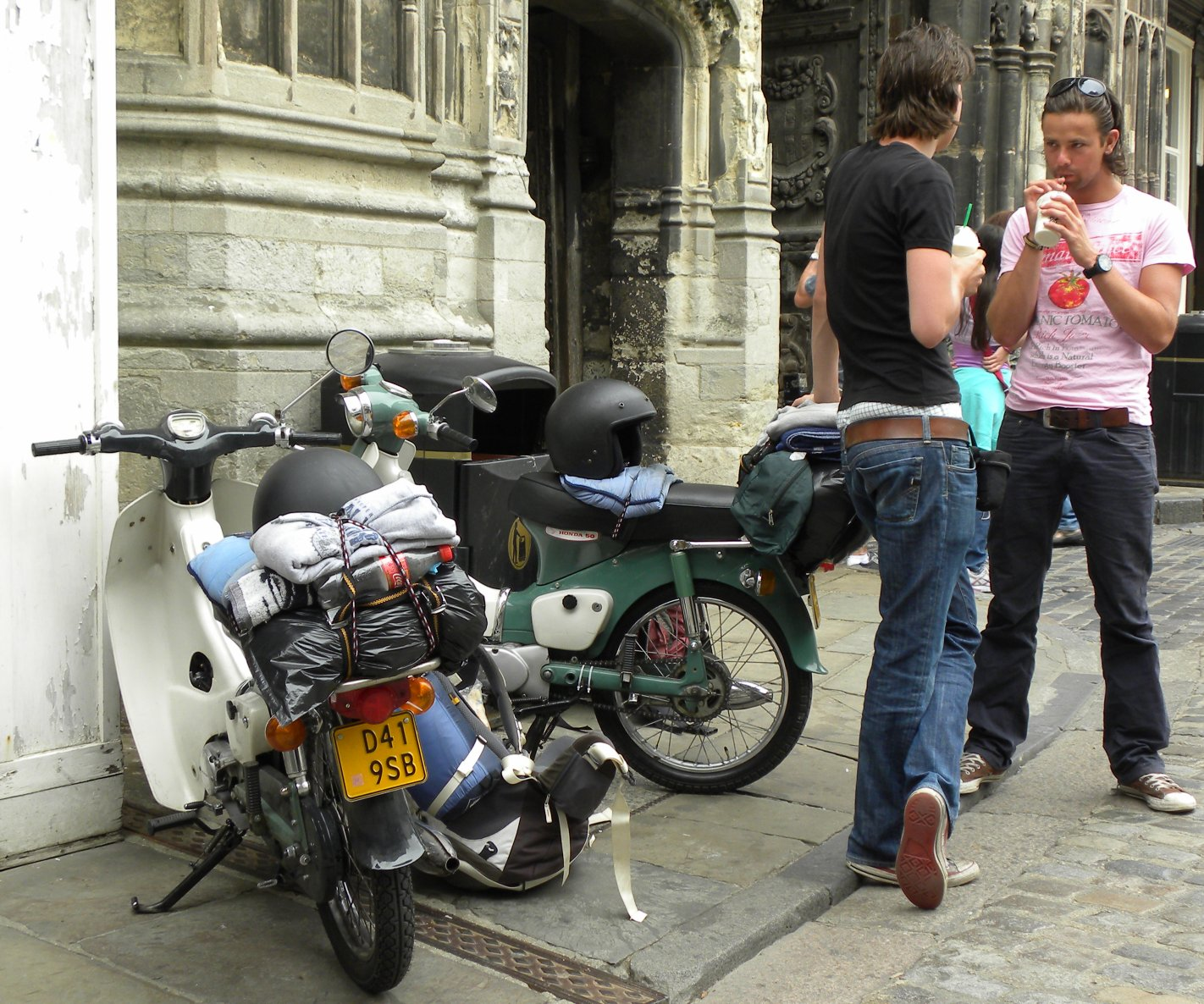
ホンダ・カブでツーリングを楽しむ若者たち（2010年、UKにて）

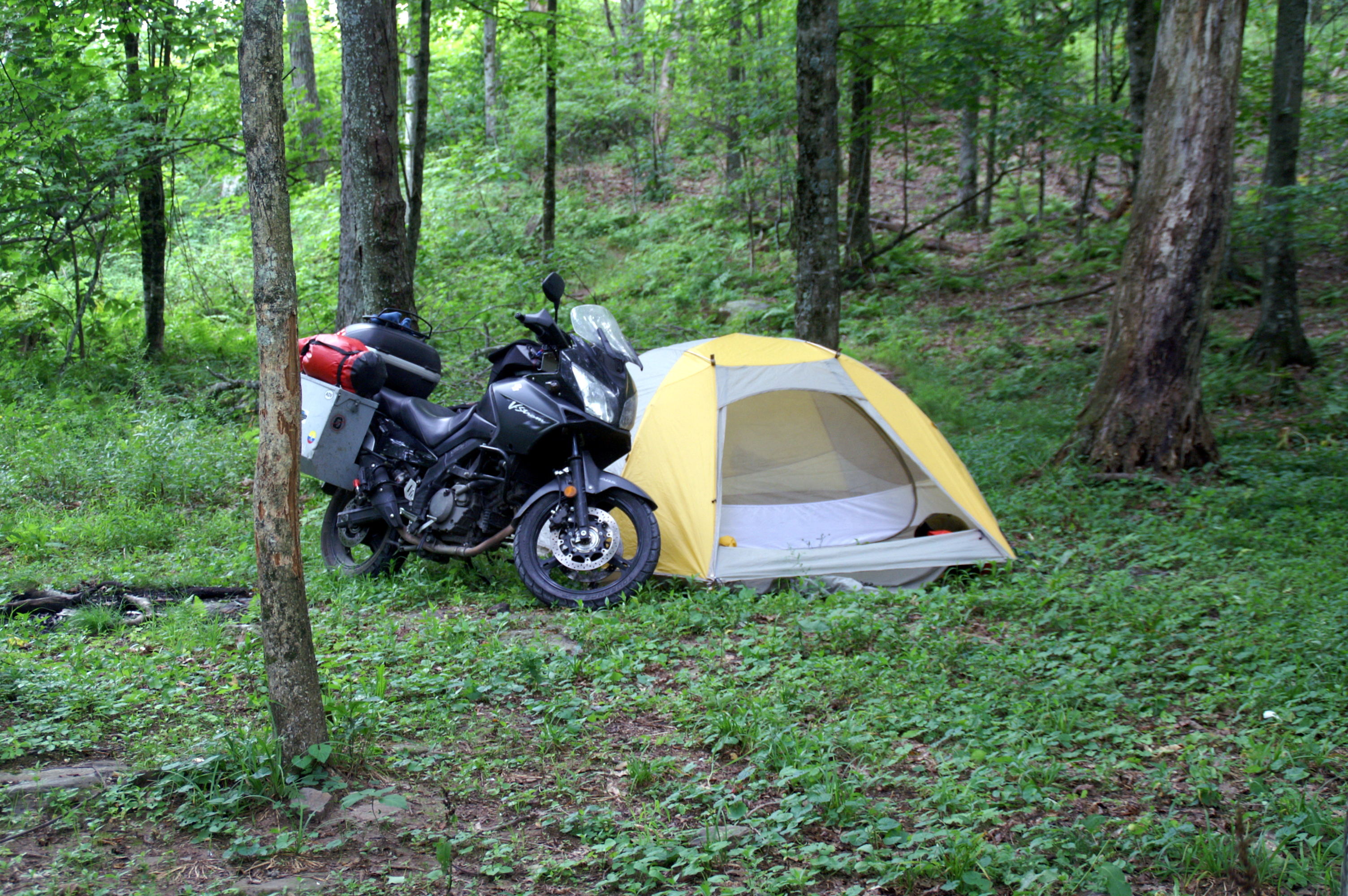
キャンプを行うツーリングを「キャンプツーリング」と言う。キャンプ地での様子（2008年、アメリカ合衆国ヴァージニア州にて）

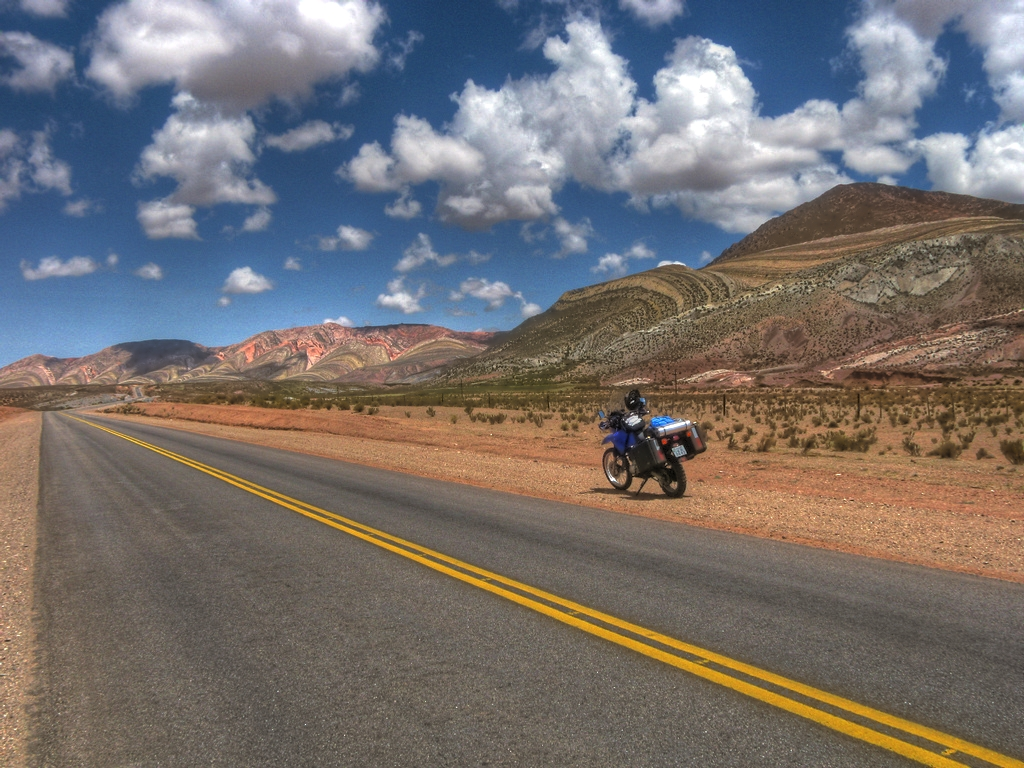
南米の広大なパンパを行くツーリング。

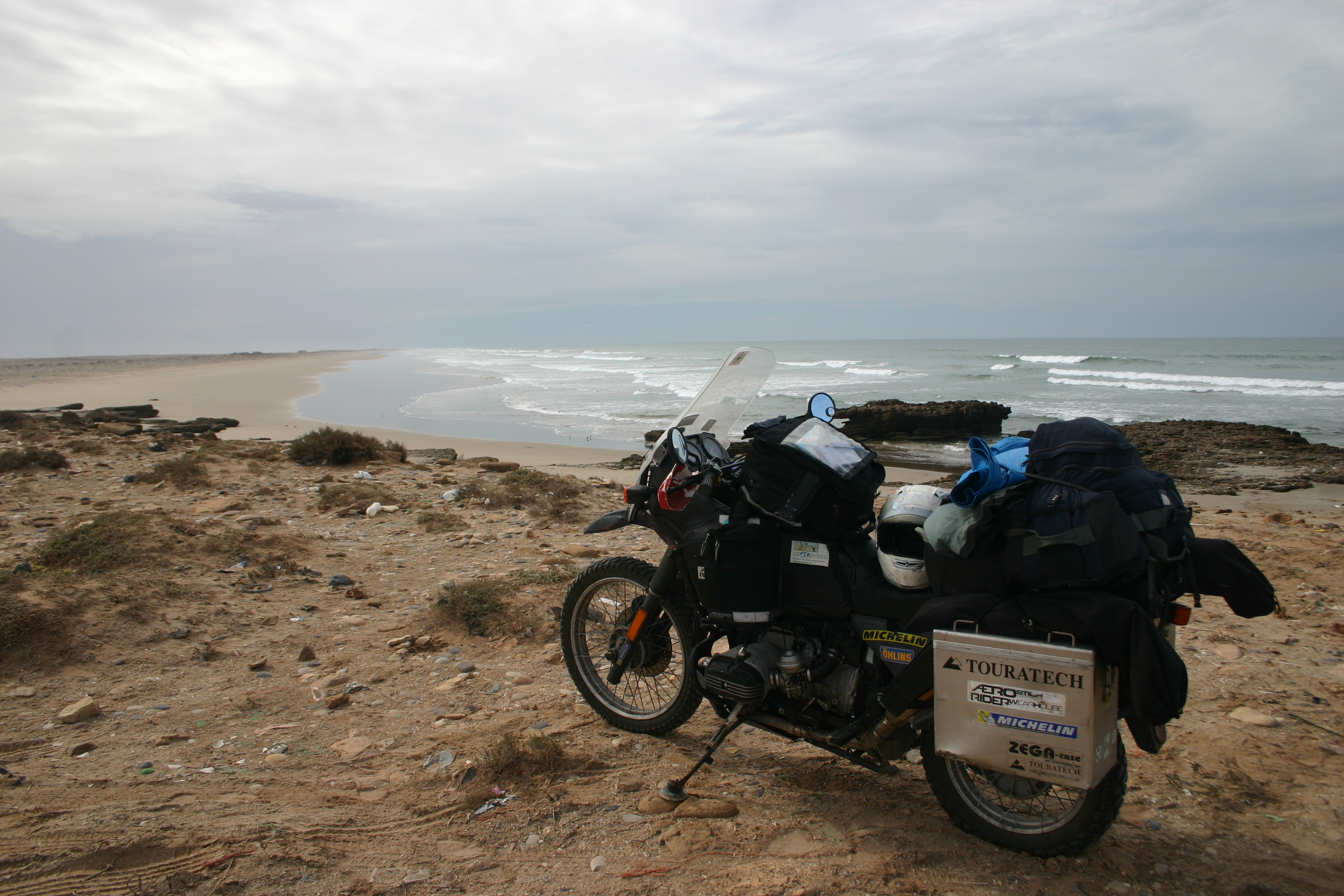
アフリカ大陸でのツーリング（モロッコにて撮影）。ヨーロッパのライダーたちの間では、地中海をフェリーで渡りアフリカ大陸で冒険ツーリングをするのも人気。

英語の正式な呼び方でモーターサイクル・ツーリング(英: motorcycle touring, motorbike touring)、あるいは（日本人ライダーや日本でのオートバイ業界での、仲間内の非正式だが最も一般的な表現として）ツーリングとは、オートバイ（モーターバイク）でのツーリング（ツアー）のこと。つまり、オートバイを移動手段として利用しつつ、いくつかの景勝地や観光地などを訪れることであり、あるいはオートバイに乗って走ること自体を楽しむために いくつかの景勝地や観光地などを形式的に目的地に設定して一応「旅」という形に仕立ててオートバイで走ることの総称である。日本語ではバイクツーリングとも。またあえて漢字を混ぜた表現ではバイク旅とも。英語の発音ではトゥーリングに近い。サイドカーやトライク、全地形対応車を用いることもあり、それぞれ「サイドカーツーリング」、「トライクツーリング」や「サイドトライクツーリング」や「サイドトライカーツーリング」、「ATVツーリング」とも呼ばれる。

## 概要
定義的には、（オートバイでの）ツーリングとは、オートバイで移動するツーリングのことであり、オートバイを移動手段として利用しつつ景勝地や観光地などを旅することである。ただし、しばしばライダーはオートバイに乗って走ること自体が楽しいと感じているので、ライダー向けマップ（地図）やライダー向けガイドブックなどでオートバイで走るのに「お薦め」の道やエリアを紹介している記事などを見つけ、その道やエリアを走るために（一種の口実として）いくつかの場所や建物を形式的に目的地に設定して「ツアー、旅」という形に仕立てて、その道やエリアを走りに出かけることがある（手段と目的が入れ替わっている）。またライダー向けガイドブックや雑誌では、あらかじめツアー形式でまとめる形で一連の行程を提案している記事も掲載されることがあり、行程図（地図）に加えてそのツアーを行った場合に想定される走行距離数や時間数（日数）、有料道路料金、キャンプ場料金や宿代などの情報も併せて掲載している場合がある。
歴史
1903年、George A. WymanはCalifornia Motor Companyのオートバイに乗り、サンフランシスコからニューヨークまで、米国横断の旅を51日で成し遂げた。（これはホレィシォ・ネルソン・ジャクソンによる四輪自動車による初の米国横断の20日前のできごとである。オートバイツーリングでの横断のほうが先行したのである。）
1912年、アメリカのジャーナリストen:Carl Stearns Clancyは、ヘンダーソン4で18,000マイルの世界一周を成し遂げた。
1928年、モト・グッツィの創設者の兄弟のジュゼッペ・グッツィはモト・グッツィGTに乗り、マンデッロ・デル・ラーリオにあるイタリア本部からケープ半島まで旅をした。
1929年には、米国のオートバイメーカーのハーレーダビッドソン社がオートバイ・ツーリスト向けのキャンピング情報を公表しはじめた。
1932年7月から1933年12月にかけて、アメリカの冒険家で発明家のロバート・エジソン・フルトン en:Robert Edison Fulton Jr.は、23歳にして、2気筒のダグラスT6を改造したものに乗り、ロンドンを出発し、トルコ、シリア、イラク、インドネシア、中国を経由し、東京に至った。
なお、特筆すべきロングツーリングの記録（歴史）がリスト化され「en:List of long-distance motorcycle riders」として英語版で掲載されている。
分類、種類
さまざまな分類法がある。ひとつは走行する距離で分類する方法で、走行距離が短いツーリングは「ショートツーリング」、長いものは「ロングツーリング」と分類する。日程による分類もあり、「日帰り」の場合、つまりその日のうちに帰る場合は「日帰りツーリング」、外泊するツーリングは「外泊ツーリング」や「お泊りツーリング」、連泊する場合は「連泊ツーリング」と分類される。特にキャンプ（キャンピング）する場合には「キャンプツーリング」と分類される。移動経路に高速道路を利用するものは「高速ツーリング」、逆に利用しないものは「下道ツーリング」と分類される。ツーリングの目的による分類も多数可能であり、代表的なものを例に挙げると、林道を走ることを目的としたツーリングは「林道ツーリング」、ラーメン店での食事を目的としたツーリングは「ラーメンツーリング」、夜景等もしくは夜間走行そのものを目的としたツーリングは「ナイトツーリング」、山道走行を目的としたツーリングは「山ツーリング」、山ツーリングの中でも雪山走行を目的としたツーリングは「雪山ツーリング」、海沿いを走ることを目的としたツーリングは「海ツーリング」などといった呼ばれ方をする。参加人数で分類する方法もあり、1人で行うツーリングは「ソロツーリング」、1台に2人乗車して行うツーリングは「タンデムツーリング」、複数でグループになって行うツーリングは「グループツーリング」や「マスツーリング」と分類され、小さなグループで行うなら「グループツーリング」、「マス」は "大勢" や"大人数" という意味なので20名や30名などで行うなら「マスツーリング」と呼ばれる傾向がある。
そしてそれらの分類名を組み合わせて、細分化した分類も行われることがあり、たとえば一人でキャンプするツーリングは「ソロキャンプツーリング」、大人数で林道を走る場合は「林道マスツーリング」等々である。
それぞれの特徴
日帰りツーリングは、宿の確保や予約の必要が無く宿泊に必要な着替えを積む必要も無い。キャンプツーリングでは、テントや調理器具などを積載しての移動となる。オートバイツーリングの場合は4輪車で行うオートキャンプとは異なり、一般に軽量のテントや軽量の調理器具類が選ばれる。
ツーリング市場
ツーリングを行うライダーの数はそれなりの数に達しており、ツーリングだけでも一種の市場を形成している。モーターサイクル・ツーリングのためだけの専門雑誌も発行されている（Roadrunner Motorcycle Touring & Travel ）。

## 日本起点の外国ツーリング
日本は隣国と地続きではないという地理的な理由や車両登録にかかわる制度の制約により、日本の国境を越えるツーリングには出入国手続きと同時に車両の輸送手段や自動車カルネと国際ナンバーの取得が必要となる。ただし、アメリカ合衆国と日本、大韓民国と日本は互いに自動車カルネと国際ナンバーを必要としない特例条約が結ばれているうえ、日本と韓国の間にはフェリーが定期運行されている。また日本からは、渡航先にレンタルバイクを用意してガイドが同行するツアーパッケージも商品化されている。あらかじめネットなどで現地のレンタルバイク屋を探して、予約を入れ自力でレンタルする人もいる。

## ツーリングクラブ
オートバイによるツーリング活動を行う団体を『ツーリングクラブ』と称する。特定の車種に限定した同好会を『オーナーズクラブ』として区別する場合もある。近い響きを有する用語に『モーターサイクルクラブ』があるが、そちらは暴走族やモーターサイクル・ギャングを含む幅広い意味を持つ。ゆえに健全なオートバイ団体を明示するため、ツーリングクラブを標榜する団体もある。本項では、特記なき限り前者のツーリングクラブであって、Wikipedia上に一定量の解説がある著名なオートバイ団体を列挙する。
- 原付 ツーリングクラブ モナミ - 原動機付自転車を扱う地域団体（産業振興団体）
- RGツーリングクラブ - レイザーラモンRGによって結成されたオートバイ好き芸人の社交団体
- モーターサイクルクラブ - ハーレーダビッドソンを扱うツーリングクラブの総称

## バイクツーリング番組
- 大人のバイク時間 MOTORISE（の中の、特に「ぐっさんのバイク旅」シリーズ。BS11、毎週土曜21:30～22:00放送。
- 出川哲朗の充電させてもらえませんか? テレビ東京、（あえて電動バイクで旅をする、変わりダネの番組。一定距離ごとに充電切れとなり「充電させてください」と現地の人々に頼みつつ、各地で生活する人々の実情や人情に触れる。）